# Guettarda quadrifida
Guettarda quadrifida är en måreväxtart som beskrevs av Attila L. Borhidi och Reyes-garcía. Guettarda quadrifida ingår i släktet Guettarda och familjen måreväxter. Inga underarter finns listade i Catalogue of Life.